# Heliogabal (cesarz rzymski)
Heliogabal (Elagabalus), Varius Avitus Bassianus, po obwołaniu cesarzem Marek Aureliusz Antoninus (Marcus Aurelius Antoninus), oficjalna tytulatura cesarska Caesar Marcus Aurelius Antoninus Augustus (ur. 204 w Emesie, zm. 11 marca 222 w Rzymie) – cesarz rzymski od 16 maja 218 do swojej śmierci.
Jego krótkie panowanie jest znane ze skandali seksualnych i kontrowersji religijnych. Pochodził z Emesy (współczesne Hims) w Syrii, gdzie od wczesnej młodości służył jako główny kapłan boga słońca Elagabala. Po śmierci swego kuzyna, cesarza Karakalli, czternastoletni Heliogabal został wyniesiony do godności cesarza w wojskowym buncie wszczętym przez jego babkę Julię Maesę przeciwko następcy Karakalli, Makrynusowi.
Późniejsi historycy twierdzili, że Heliogabal lekceważył rzymskie tradycje religijne i seksualne tabu. Zastąpił tradycyjną głowę rzymskiego panteonu, Jowisza, bóstwem Elagabalem, którego był arcykapłanem. Zmuszał członków rzymskiego senatu do udziału w obrzędach religijnych celebrujących to bóstwo, którym przewodniczył. Poślubił cztery kobiety, w tym westalkę, i faworyzował męskich dworzan, których uważano za jego kochanków. Twierdzono też, że cesarz się prostytuował. Jego zachowanie zraziło pretorian, senat i zwykłych ludzi, przez co w wieku zaledwie 18 lat został zamordowany i zastąpiony przez swojego kuzyna Aleksandra Sewera w marcu 222.
Heliogabal zyskał złą reputację wśród współczesnych ze względu na ekscentryczność, dekadencję, fanatyzm religijny i rozwiązłość seksualną. Opinia ta przetrwała, a wśród pisarzy wczesnego okresu nowożytnego cieszył się jedną z najgorszych reputacji wśród cesarzy rzymskich. Edward Gibbon pisał, że Heliogabal „oddawał się najgorszym przyjemnościom z niekontrolowaną furią”. Według Bartholda Georga Niebuhra, „imię Heliogabal jest napiętnowane w historii ponad wszystkie inne” ze względu na „niewypowiedzianie obrzydliwe życie”. Przykładem oceny współczesnego historyka jest ocena Adriana Goldsworthy'ego: „Heliogabal nie był tyranem, ale był niekompetentnym, prawdopodobnie najmniej zdolnym cesarzem, jakiego kiedykolwiek miał Rzym". Pomimo niemal powszechnego potępienia jego panowania, niektórzy uczeni piszą o nim ciepło, w tym kronikarz z VI wieku Jan Malalas i Warwick Ball, współczesny historyk, który opisał go jako człowieka innowacyjnego i „tragiczną enigmę utraconą za wiekami uprzedzeń”.

## Pochodzenie i kapłaństwo
Heliogabal urodził się w roku 203 lub 204, w mieście Emesa w Syrii w rodzinie Sekstusa Wariusa Marcellusa i Julii Soaemias, którzy prawdopodobnie pobrali się około roku 200. Nadano mu imię Warius Awitus Bassjanus (ostatni człon to przydomek członków dynastii emeseńskiej).
Bassjanus po stronie matki dziedziczył pozycję kapłańską boga słońca Elagabala, emeseńskiej manifestacji boga słońca Baala. Swój późniejszy przydomek Bassjanus zawdzięczał właśnie owemu syryjskiemu bogu. 

## Początki kariery
W 217 roku został zamordowany cesarz Karakalla, kuzyn Bassjanusa, a władzę przejął prefekt pretorianów Makrynus. Makrynus zdusił zagrożenie dla swego panowania ze strony rodziny swego zamordowanego poprzednika, Karakalli, wygoniwszy Julię Maesę, jej dwie córki i jej najstarszego wnuka Bassjanusa do ich posiadłości w Emesie w Syrii. Praktycznie od razu po przybyciu do Syrii Maesa rozpoczęła planować spisek ze swoim doradcą i nauczycielem Bassjanusa, Gannysem, aby obalić Makrynusa i wynieść jej czternastoletniego wnuka na tron cesarski. 
Matka i babka Bassjanusa rozpuściły plotkę, że jest on w rzeczywistości synem Karakalli i dlatego zasługuje na lojalność wojska. 16 maja 218 III legion "Gallica" uznał „syna” Karakalli za prawowitego cesarza i ruszył przeciw prefektowi. 8 czerwca wojska wierne Makrynusowi poniosły klęskę w starciu z armią Heliogabala w bitwie pod Antiochią. O porażce wojsk Makrynusa zadecydowała jego przedwczesna ucieczka, gdy losy bitwy jeszcze się ważyły, co spowodowało panikę wśród jego żołnierzy. Wkrótce potem Makrynus poniósł śmierć, zabity w drodze do Rzymu. W tej sytuacji senat zatwierdził wstąpienie na tron nowego cesarza, który objął władzę nad imperium jako Marcus Aurelius Antoninus.

## Okres sprawowania rządów

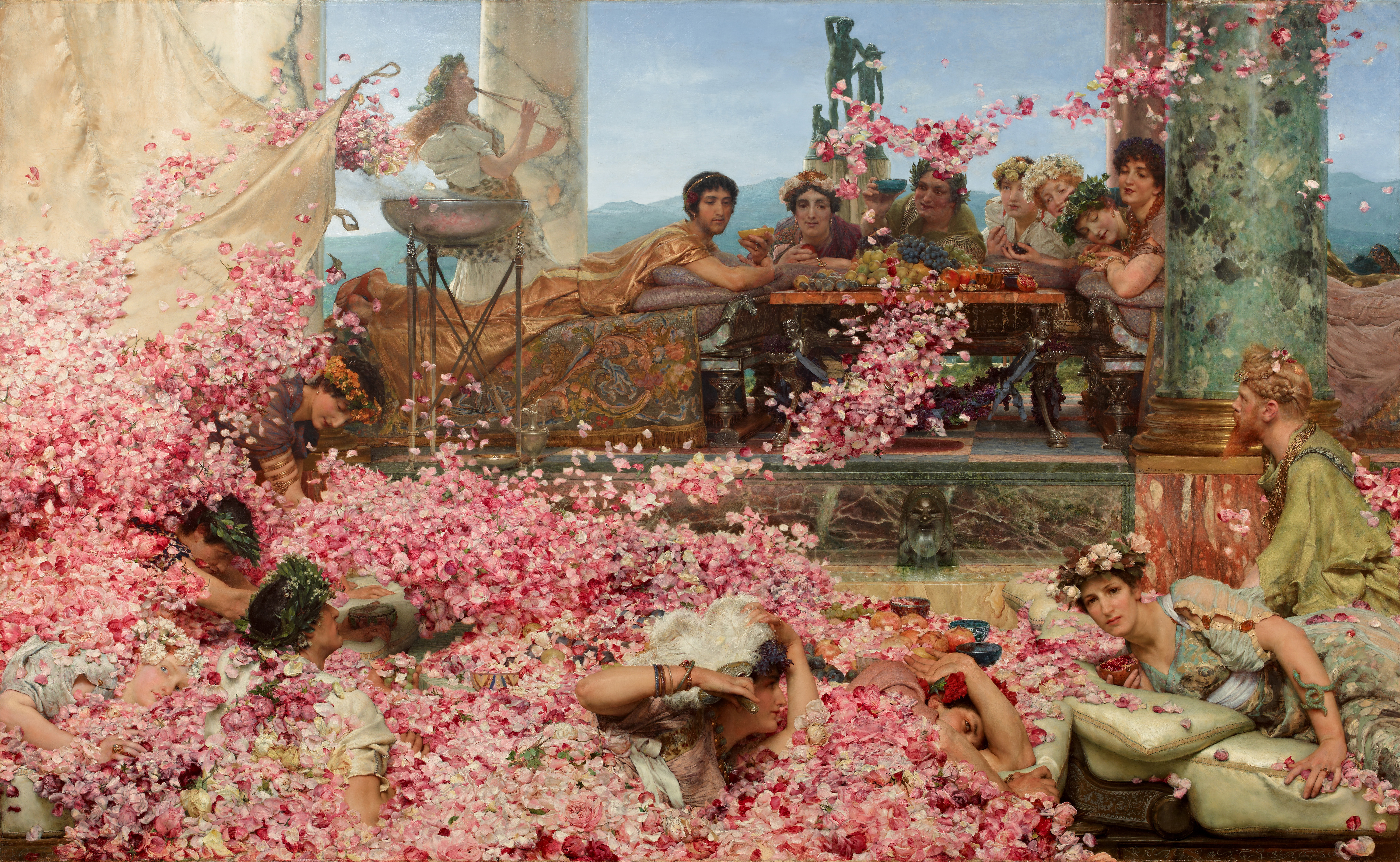
Róże Heliogabala (mal. Lawrence Alma-Tadema, 1888)

Heliogabal pozostał przez pewien czas w Antiochii, neutralizując tamtejsze bunty przeciwko swojej władzy. Dion opisał kilka z nich, datowanych przez historyka Fergusa Millara na okres przed zimą 218–219, takich jak bunt Gelliusa Maximusa, dowódcy IV Legionu, i bunt Werusa, przywódcy III Legionu Gallica. Obaj zostali straceni.
Według Herodiana, Heliogabal spędził zimę 218–219 w Bitynii i wyruszył do Rzymu w pierwszej połowie 219, roku jego drugiego konsulatu. W drodze cesarz i jego wsparcie stracili wielu sojuszników Makrynusa, takich jak namiestnik Syrii Fabius Agrippinus i były namiestnik Tracji C. Claudius Attalus Paterculianus. W Rzymie cesarz ogłosił amnestię dla lokalnych klas wyższych, którą uhonorowano, ale wygnano jurystę Ulpiana Heliogabal mianował Comazona prefektem pretorian, a potem konsulem (220) i trzykrotnym prefektem miasta (220–222), co Dion uznał za pogwałcenie rzymskich norm Herodian i Historia Augusta twierdzą, że cesarz alienował wielu Rzymian, powierzając poważane stanowiska w kraju rzekomo niewykwalifikowanym kandydatom, w tym tancerzom, aktorom i woźnicom.
Relacje Heliogabala z jego matką, Julią Soaemias, i babką, Julią Maesą, były silne - obie wspierały młodego cesarza, a Makrynus wypowiedział wojnę całej trójce. W związku z tym, zostały one pierwszymi kobietami dopuszczonymi do Senatu i otrzymały tytuły senatorskie: Soaemias jako Clarissima, a Maesa jako Mater Castrorum et Senatus ("Matka koszar i Senatu"). Wywierały wpływ na młodego cesarza podczas jego panowania i można je znaleźć na wielu monetach i inskrypcjach, co jest rzadkim wyróżnieniem dla rzymskich kobiet.
Podczas rządów cesarza postępowała dewaluacja aurei oraz denarii (denar stracił na zawartości srebra z 58% do 46.5%), choć antoninian miał wyższą zawartość srebra niż za czasów Karakalli.

### Religia

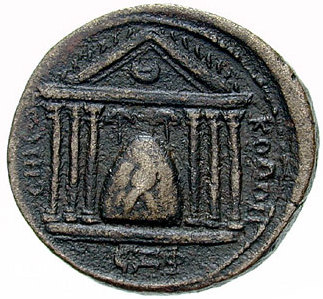
Elagabalium z betylem pośrodku. Rzymska moneta z III w.n.e.

Od czasu rządów Septymiusza Sewera kult boga słońca zyskiwał na popularności w Imperium Pod koniec roku 220, Heliogabal ustanowił boga Elagabala głównym bóstwem rzymskiego panteonu, prawdopodobnie w dzień przesilenia zimowego. Fakt, że zagraniczny bóg został ogłoszony ważniejszym od Jowisza, zszokował wielu Rzymian.
Żeby uszanować rzymską religię, cesarz ustanowił Astarte, Minerwę, Uranię, lub kombinację tej trójki jako małżonkę Elagabala. Związek nowego boga i tradycyjnej bogini miał połączyć nową religię z istniejącymi zwyczajami. Być może Elagabal, Urania, i Atena mieli zastąpić tradycyjną triadę kapitolińską Jowisza, Junony i Minerwy.
Cesarz wywołał kolejną kontrowersję żeniąc się z westalką Akwilią Sewerą, twierdząc że to małżeństwo "da dzieci bliskie bogom" Było to rażące naruszenie rzymskiego prawa i tradycji, które głosiły, że westalka łamiąca przysięgę dziewictwa powinna być pochowana żywcem
Na wschodnim zboczu Palatynu zbudowano świątynię Elagabalium, w której mieścił się reprezentujący boga czarny stożkowaty meteoryt z Emesy, czczony jako betyl. Herodian pisał "ten kamień jest czczony tak, jakby został zesłany z nieba; jest na nim kilka małych wystających elementów i znaków, które ludzie uważają za przybliżony obraz słońca".
Według Kasjusza Diona, w akcie pobożności Heliogabal, jako kapłan nowego głównego boga Panteonu, został obrzezany i przysiągł nie jeść wieprzowiny. Cesarz zmuszał senatorów do oglądania, jak tańczył wokół ołtarza Elagabala przy akompaniamencie bębnów i cymbałów. W każde przesilenie letnie cesarz urządzał festiwal poświęcony bogu, popularny wśród mas dzięki darmowej żywności rozdawanej z tej okazji Podczas tego święta Heliogabal umieszczał betyl na rydwanie ozdobionym złotem i klejnotami, który przejeżdżał przez miasto.
Do Elagabalium przeniesiono najświętsze obiekty religii rzymskiej, takie jak emblemat Wielkiej Matki, ogień Westy, tarcze Saliów i Palladium, aby inni bogowie mogli być czczeni tylko razem z Elagabalem. Chociaż jego rodzimy kult był szeroko wyśmiewany przez współczesnych, kult boga słońca był popularny wśród żołnierzy i był promowany przez późniejszych cesarzy .

### Małżeństwa, seksualność i tożsamość płciowa
Kwestia tożsamości seksualnej i płciowej Heliogabala jest skomplikowana i niejasna z powodu niewiarygodności i stronniczości źródeł z epoki. Według Kasjusza Diona, Heliogabal zawarł związek małżeński z pięcioma kobietami. Jego pierwszą żoną była Julia Paula, poślubiona przed 29 sierpnia 219; przed 28 sierpnia 220 Heliogabal rozwiódł się z nią (z czasowym zachowaniem przywilejów i tytułu augusty), poślubił westalkę Akwilię Sewerę (małżeństwo wywołało powszechne oburzenie jako pogwałcenie ważnej normy religijnej – zachowania dziewictwa przez westalki), rozwiódł się z nią i poślubił trzecią żonę, według Herodiana Annię Faustynę, prawnuczkę Marka Aureliusza, wdowę po konsulu Pomponiuszu Bassusie zgładzonym na rozkaz cesarza. W ostatnim roku panowania Heliogabal rozwiódł się z Faustyną i ponownie poślubił Akwilię Sewerę.
Dion zapisał również, że "mężem tej kobiety [Heliogabala] był Hierokles", były niewolnik i woźnica rydwanów. Historia Augusta twierdzi, że Heliogabal poślubił Zotikusa, atletę ze Smyrny, podczas gdy Dion twierdzi, że Zotikus był cubiculariusem (eunuchem sprawującym funkcje dworskie). Dion zapisał również, że Heliogabal uprawiał prostytucję w tawernach i domach publicznych.
Według Diona Heliogabal był zachwycony byciem nazywanym kochanką, żoną i królową Hieroklesa. Cesarz miał mieć wydepilowane ciało, nosić makijaż i peruki i oferować ogromne sumy każdemu lekarzowi, który mógłby zapewnić mu kobiece genitalia. Z tego powodu bywa on interpretowany jako wczesna osoba transpłciowa, jedna z pierwszych w historii poszukujących operacji uzgodnienia płci.

### Upadek
W 221 roku babka cesarza, Julia Maesa, miała świadomość coraz mniejszej popularności wnuka, zwłaszcza wśród pretorian, i liczyła się z jego upadkiem. Uznając, że on i wspierająca jego praktyki religijne matka muszą być zastąpieni, zwróciła się w stronę drugiej córki, Julii Mamaei, i jej syna, piętnastoletniego Aleksandra Sewera. 
Julia Maesa zaaranżowała uznanie Aleksandra Sewera za dziedzica Heliogabala i cezara. Aleksander został wyniesiony do tytułu cezara w czerwcu 221, prawdopodobnie 26 czerwca. Heliogabal l i Aleksander zostali mianowani konsulami desygnatami (consul designatus) na następny rok, prawdopodobnie 1 lipca. W roku 222 jednak Heliogabal zrozumiał swój błąd i pojął, że Aleksander miał już większe poparcie ludności i wojska niż on sam. Heliogabal organizował różne zamachy na życie Aleksandra, po tym, jak nie uzyskał zgody Senatu na pozbawienie Aleksandra wspólnego tytułu. Według Kasjusza Diona, Heliogabal wymyślił pogłoskę, że Aleksander był bliski śmierci, aby zobaczyć, jak zareagują pretorianie. Wybuchły zamieszki i Gwardia zażądała zobaczenia obu konsulów w obozie pretorian.
Cesarz zastosował się do żądania i 11 lub 12 marca 222 roku publicznie pokazał się z kuzynem i własną matką, Julią Soaemias. Po przybyciu wojsko okazało poparcie Aleksandrowi, ignorując Heliogabala, który nakazał aresztowanie i egzekucję każdego, kto brał udział w tym pokazie niesubordynacji.. W odpowiedzi członkowie Gwardii Pretoriańskiej zaatakowali Heliogabala i jego matkę: według Diona, gdy cesarz zdał sobie sprawę z nadciągającego zagrożenia, zamknął się w skrzyni i kazał ją wynieść z obozu wojska. Kufer jednak zrewidowano. Heliogabalowi i jego matce odcięto głowy, zaś ciała rozebrano, włóczono po mieście, by wreszcie wrzucić do rzeki.

## W kulturze
Heliogabal jest jednym z negatywnych bohaterów dramatu Zygmunta Krasińskiego Irydion.